# Carl Axel Norelius
Carl Axel Hilmer Norelius, född den 10 november 1882 i Örebro, död den 17 maj 1944 i Mariestad, var en svensk jurist. 
Norelius avlade mogenhetsexamen i Västerås 1903 och juris kandidatexamen vid Uppsala universitet 1907. Han blev vice häradshövding 1918. Efter att ha tjänstgjort bland annat som adjungerad ledamot i Göta hovrätt och som revisionssekreterare blev Norelius häradshövding i Vadsbo norra domsaga 1926, efter domsagosammanslagning 1929 i stället i Vadsbo domsaga. Han blev riddare av Nordstjärneorden 1934. Norelius vilar på Södra begravningsplatsen i Mariestad.